# Jacques-Luc Barbier-Walbonne

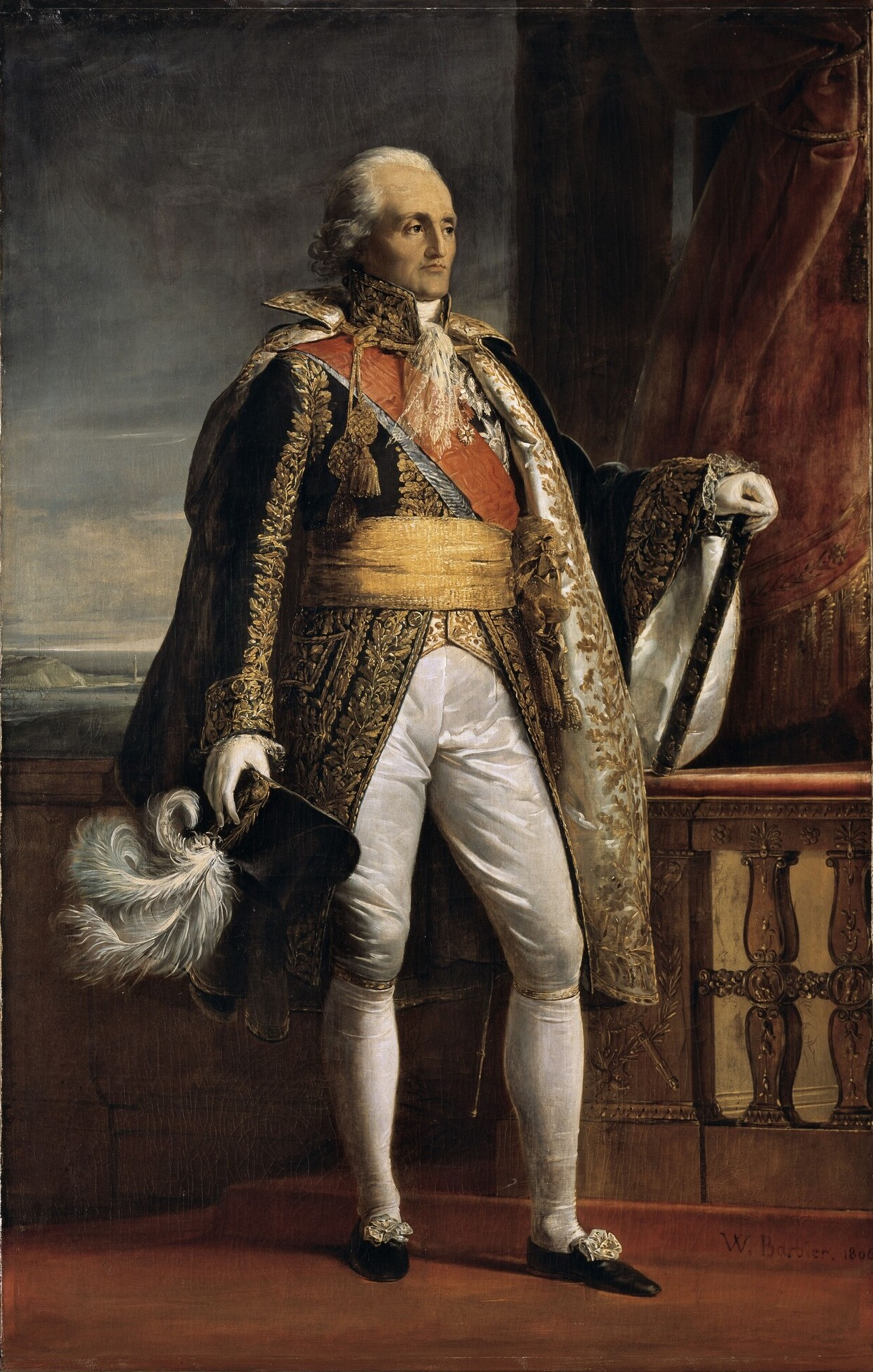
Porträtt av Bon Adrien Jeannot de Moncey, 1806

Jacques-Luc Barbier-Walbonne, född 1769 i Nîmes, död 1860 i Passy i Paris, var en fransk historie- och porträttmålare.
Han var elev till Jacques-Louis David och målade flera motiv ur romerskt historia samt porträtt av framstående franska generaler. Hans porträtt föreställande Jean Victor Marie Moreau och Bon Adrien Jeannot de Moncey finns i galleriet i Versailles.